# 東近江市立八日市南小学校
東近江市立八日市南小学校（ひがしおうみしりつ ようかいちみなみしょうがっこう）は、滋賀県東近江市沖野三丁目に位置する公立小学校。

## 沿革
- 1875年（明治8年） - 中野学校・斉意学校・近光学校・時習学校・進智学校などが設立。
- 1947年（昭和22年）4月 - 幾度かの変遷を経て中野学校・斉意学校・近光学校が中野小学校に、時習学校・進智学校などが八日市小学校にそれぞれ合併して設立。
- 1954年（昭和29年）3月 - 中野村が八日市町に編入。
- 1954年（昭和29年）8月 - 八日市町をはじめとする1町5村の合併により八日市市として市制施行、八日市市立に。
- 1960年（昭和35年） - 八日市市立八日市小学校より八日市市立八日市北小学校（現・東近江市立八日市北小学校）を分離新設し、八日市市立中野小学校を統合し八日市小学校を八日市市立八日市南小学校として設立。
- 1964年（昭和39年）10月1日 - 新校舎完成により移転、創立記念日と校歌制定。
- 2005年（平成17年）2月 - 八日市市をはじめとする1市4町の新設合併により、現校名である東近江市立八日市南小学校に校名変更。
- 2006年（平成18年）1月 - 東近江市に能登川町・蒲生町を編入。
- 2010年（平成22年）4月1日 - 東近江市立箕作小学校の分離新設に伴い、東近江市立八日市南小学校の校舎移転。

## 主な進学先
- 東近江市立聖徳中学校

## 交通
- 近江鉄道本線 - 八日市駅より徒歩約35分

## 著名な出身者
- 茶野篤政（プロ野球選手）
- 真山達志（行政学者、元同志社大学副学長）

小梶昌巳／漫才コンビシンクタンク近江のこかじろう（芸人・東近江市議会議員）